# Bill Cunliffe
Bill Cunliffe (Andover, Massachusetts, 1956. június 26. –) amerikai Grammy-díjas dzsesszzongorista, hangszerelő, zeneszerző.

## Pályakép
Anyám jó zongorista volt. Olyan apró dolgokat kezdtem másolni, amiket anyámtól hallottam.
Cunliffe igen fiatalon tanult meg zongorázni. Klasszikus számokat tanult meg, majd felfigyelt az 1960-as és 1970-es évek dzsesszére.
Amikor egy barátja mutatott neki egy Oscar Peterson lemezt, eldőlt a sorsa.

## Lemezek
(válogatás)
- Rare Connection (Discovery, 1993)
- Bill in Brazil (Discovery, 1995)
- Live at Bernie's (Groove Note, 2001)
- How My Heart Sings (Tom, 2003)
- Imaginacion (Tom, 2005)
- Blues and the Abstract Truth: Take 2 (Resonance, 2008)
- River Edge, New Jersey (Azica, 2013)

→ Lásd még

## Díjak
- 2009: Grammy-díj: Best Instrumental Arrangement